# Fântânile Paradisului
Fântânile Paradisului (titlu original The Fountains of Paradise) este un roman științifico-fantastic din 1979 scris de Arthur C. Clarke, recompensat cu premiul Hugo și Nebula. Tema principală a acestui roman o reprezintă construirea în secolul al XXII-lea a unui lift spațial pe vârful unui munte de pe insula ecuatorială fictivă Taprobane (identificat cu vârful Sri Pada din insula Sri Lanka).

## Intriga
În secolul al XXII-lea, Dr. Vannevar Morgan este un inginer celebru care vrea să transforme 'liftul spațial' dintr-un concept teoretic în realitate. Dar singurul punct de plecare de pe Pământ de unde se poate ridica acest lift se află pe un munte de pe insula Tabrobane ocupat de un ordin străvechi de călugări budiști, care se opun planului.
Un consorțiu marțian îl abordează pe Morgan pentru a dezvolta conceptul liftului pe Marte, ca parte a unui program vast de terraformare. Pentru a demonstra viabilitatea proiectului, Morgan leagă o stație orbitală de Taprobane printr-un cablu subțire de ‘hiperfilament’. Unul dintre călugării mănăstirii, un fost astrofizician și geniu al matematicii, încearcă să saboteze demonstrația creând un uragan artificial cu ajutorul unui satelit meteorologic. Tentativa sa este încununată de succes, dar printr-o ironie a sorții, uraganul împrăștie fluturi pe vârful muntelui, împlinind astfel o veche profeție care îi determină pe călugări să părăsească muntele. În urma acestei operațiuni, turnul poate fi realizat pe Pământ, nu pe Marte.
Câțiva ani mai târziu, turnul este construit și călătoria către și dinspre orbită devine posibilă, ceea ce atrage furia companiilor care asigură transportul de pe Pământ cu ajutorul rachetelor. În urma unui accident, un astrofizician și studenții săi rămân prinși într-o cameră aflată la 600 km deasupra solului, amenințați cu înghețul, inaniția și asfixia. Dacă laserul unui satelit meteorologic reușește să le asigure necesarul de căldură, problemele ridicate de creșterea nivelului dioxidului de carbon, lipsa alimentelor, a aerului și a asistenței medicale devine critică.
În ciuda sănătății sale precare, Morgan pornește într-o călătorie pe structura turnului folosind un vehicul 'păianjen'. Misiunea sa este pe punctul de a eșua atât datorită crizelor sale cardiace, cât și din cauza unor erori tehnologice, dar el reușește totuși să o ducă la bun sfârșit, salvând viața sinistraților.
Un scurt epilog aruncă o privire asupra Pământului peste multe secole, când soarele s-a răcit considerabil, iar planeta a fost părăsită, oamenii locuind pe planetele interioare terrformate. Câteva lifturi spațiale conduc către o gigantică stație spațială „circumterestră” care înconjoară Pământul pe o orbită geostaționară.

### Capitolele cărții
| - Prefață I. Palatul - 1. Kalidasa - 2. Inginerul - 3. Fântânile - 4. Stânca Diavolului - 5. Prin telescop - 6. Artistul - 7. Palatul Regelui-Zeu - 8. Malgara - 9. Filament - 10. Ultimul Pod - 11. Prințesa tăcută II. Templul - 12. Starglider - 13. Umbră la răsărit - 14. Educația lui Starglider - 15. Bodhidharma - 16. Conversație cu Starglider - 17. Parakarma - 18. Fluturii de aur - 19. Pe malurile Lacului Saladin | - 20. Podul care dansează - 21. Sentință III. Clopotul - 22. Apostază - 23. Lundozer - 24. Degetul lui Dumnezeu - 25. Ruletă rusească - 26. Noaptea dinainte de Vesak - 27. Stația Ashoka - 28. Prima coborâre - 29. Apropiere finală - 30. Legiunile Regelui - 31. Exod IV. Turnul - 32. Expres spațial - 33. CORA - 34. Amețeală - 35. Starglider plus optzeci - 36. Cerul crud - 37. Diamantul de un miliard de tone | V. Ascensiune - 38. Un loc al furtunilor tăcute - 39. Soarele rănit - 40. Capătul liniei - 41. Meteorit - 42. Moarte pe orbită - 43. Pericol - 44. O peșteră în cer - 45. Omul pentru misiune - 46. Păianjen - 47. Dincolo de auroră - 48. Noapte la vilă - 49. O călătorie cu hopuri - 50. Moliile căzătoare - 51. Pe verandă - 52. Celălalt pasager - 53. Stingere - 54. Teoria relativității - 55. Andocare - 56. Priveliște de pe balcon - 57. Ultimul răsărit - Epilog: Triumful lui Kalidasa - Surse și precizări |

## Personaje principale
- Dr. Vannevar Morgan - inginer care a imaginat o serie de proiecte grandioase, printre care se numără un pod peste strâmtoarea Gibraltar și liftul spațial.
- Maxine Duval - jurnalistă faimoasă și profesoară de jurnalism electronic, prima persoană care urcă pe turn folosind un vehicul „Păianjen” pentru a dovedi că tehnologia este viabilă.
- Johan Oliver de Alwis Sri Rajasinghe - Asistent Special - Ambasador - pentru Probleme Politice, îi oferă sprijin lui Morgan pentru demararea proiectului
- Șeicul Abdullah - președinte și dictator al Republicii Autonome Nord-Africane, principalul susținător și sponsor al proiectelor lui Morgan.
- Venerabilul Anandatissa Bodhidharma Mahanayake Thero - conducătorul templului Sri Kanda.
- Dr. Choam Goldberg (cunoscut și ca Venerabilul Parakarma) - astrofizician și expert în matematica micro-meteorologiei.

## Teme
Tema principală a romanului este precedată și se împletește uneori cu povestea vieții Regelui Kashyapa I din Sri Lanka (ficționalizat ca Regele Kalidasa). Aceasta prevestește motivele care-l vor determina pe Vannevar Morgan să realizeze liftul spațial.
Alte fire narative urmăresc colonizarea sistemului solar de către omenire și primul contact cu o inteligență extraterestră.
Clarke imaginează un „hiperfilament” cu o grosime microscopică, dar extrem de rezistent, care face posibilă construirea liftului. Deși hiperfilamentul este construit dintr-un „cristal de diamant continuu pseudo-monodimensional”, Clarke și-a exprimat ulterior credința că alt tip ce carbon, fulerena, va juca rolul hiperfilamentului într-un lift spațial real. Ultimele descoperiri în ceea ce privește tehnologia nanotuburilor de carbon aduce mai aproape posibilitatea realizării liftului orbital.

## Cadru
Acțiunea se petrece pe insula ecuatorială fictivă Taprobane, pe care Clarke o descrie ca fiind „congruentă în proporție de 90% cu insula Ceylon (azi Sri Lanka)”, față de care este situată mai la sud. Ruinele palatului Yakkagala descris în carte seamănă foarte bine cu cele ale Sigiriyei, fosta capitală a Sri Lankăi. Muntele pe care este construit liftul spațial este denumit în carte Sri Kanda, dar este similar muntelui real Sri Pada.

## Asemănări cu alte opere ale lui Clarke
- În mijlocul evenimentelor din Fântânile Paradisului, o navă spațială automată de origine extraterestră, numită de Clarke "Starglider/Starholme", trece prin sistemul solar. Situația este similară celei din romanul Rendez-vous cu Rama, deși aspectul navei și interacțiunea sa cu omenirea diferă semnificativ.
- Prima treime a romanului 3001: Odiseea finală descrie în detaliu interiorul unui habitat inelar care înconjoară suprafața globului, fiind deservit de 4 lifturi spațiale. La finalul Fântânilor este prezentat pentru prima oară habitatul inelar - deservit de această dată de 6 lifturi spațiale.
- La sfârșitul Fântânilor, Pământul se transformă într-un pustiu înghețat din cauza răcirii Soarelui. Aceeași situație apare în povestirea Lecția de istorie.
- Extratereștri întâlniți la sfârșitul romanului prezintă similitudini cu cei care au aterizat pe Pământul primitiv din povestirea The Possessed.
- Un lift spațial este construit și în ultimul roman al lui Clarke (scris în colaborare cu Frederik Pohl), Ultima teoremă.

## Opinii critice
Rich Horton este de părere că Fântânile Paradisului „poate fi considerat cel mai bun roman al lui Clarke”, apreciind că „este o carte SF completă, un portret al lumii viitorului și nu doar un portret al unei idei inginerești solitare. Clarke reușește să facă din carte nu doar povestea ideii liftului spațial, ci și povestea vieții lui Vannevar Morgan, a viitorului rasei umane și a interacțiunii acesteia cu alte rase. Sfârșitul este impresionant, fiind urmat de o frumoasă portretizare a viitorului îndepărtat, care leagă laolaltă temele cărții.”
Thomas M. Wagner îi dă romanului 4 stele și consideră că, prin focalizarea atenției asupra Turnului Orbital „Clarke [...] spune o poveste cu tâlc aproape la fel de monumentală ca și subiectul ales”, pe care o caracterizează astfel: „În ciuda faptului că include unu-două fire narative neplauzibile, câștigătoarea premiilor Hugo și Nebula este o poveste frumos scrisă despre nevoia omenirii de a atinge - ad literam - stelele și despre granița subțire dintre geniu și megalomanie. Ea reprezintă, de asemenea, romanul de bază în ceea ce privește «liftul spațial», un concept care a fost la modă o vreme prin anii '80 în cercurile SF.”

## Premii
- Câștigător, premiul Nebula pentru Cel mai bun roman - 1979[2]
- Nominalizare, premiul British Science Fiction Association - 1979[2]
- Câștigător, premiul Hugo pentru Cel mai bun roman - 1980[1]
- Nominalizare, premiul Locus pentru Cel mai bun roman science-fiction - 1980[1]

## Traduceri în limba română
- 1993 - Fântânile Paradisului, Editura Multistar, colecția "Dimensiuni" nr. 7, traducere Adrian Șerban Dobrin, 304 pag., ISBN 973-9136-09-5
- 2014 - Fântânile Paradisului (cartonată), Editura Paladin, traducere Daniel Pătrașcu, 320 pag., ISBN 978-606-93510-6-2